# Olea
- Commons
- Wikispecies

Olea L. (vernacular, ólea) é um gênero botânico da família Oleaceae
Encontrado na região do Mediterrâneo, África, sul da Ásia, Austrália e Nova Caledônia.

## Sinonímia
| - Enaimon Raf. - Leuranthus Knobl. - Pachyderma Blume - Picricarya Dennst. | - Pogenda Raf. - Steganthus Knobl. - Stereoderma Blume - Tetrapilus Lour. |

## Espécies
| - Olea brachiata - Olea capensis - Olea caudatilimba - Olea chryssophylla - Olea europaea - Olea exasperata - Olea guangxiensis - Olea hainanensis - Olea laurifolia - Olea laxiflora - Olea neriifolia | - Olea oleaster - Olea paniculata - Olea parvilimba - Olea rosea - Olea salicifolia - Olea sylvestris - Olea tetragonoclada - Olea tsoongii - Olea undulata - Olea woodiana |

- «Lista completa»

## Classificação do gênero
| Sistema | Classificação                    | Referência               |
| ------- | -------------------------------- | ------------------------ |
| Linné   | Classe Diandria, ordem Monogynia | Species plantarum (1753) |